# Championnat de Nouvelle-Zélande féminin de volley-ball
Le Championnat de Nouvelle-Zélande de volley-ball féminin est la compétition nationale majeure, créée en 1968. Il est organisé par la Volleyball New Zealand (VNZ).

## Palmarès
| Année | Champion                  | Finaliste                    | Troisième           |
| ----- | ------------------------- | ---------------------------- | ------------------- |
| 1968  | Hamilton Teachers College |                              |                     |
| 1969  | Hamilton Teachers College |                              |                     |
| 1970  | Hamilton Teachers College |                              |                     |
| 1971  | Canterbury University     |                              |                     |
| 1972  | Auckland Fire Brigade     |                              |                     |
| 1973  | Otago University          |                              |                     |
| 1974  | Canterbury University     |                              |                     |
| 1975  | Nelson                    |                              |                     |
| 1976  | Sparta                    |                              |                     |
| 1977  | Sparta                    |                              |                     |
| 1978  | Canterbury University     |                              |                     |
| 1979  | Canterbury University     |                              |                     |
| 1980  | Le Coq Sportif            |                              |                     |
| 1981  | Tauranga                  |                              |                     |
| 1982  | Canterbury University     |                              |                     |
| 1983  | Porirua                   |                              |                     |
| 1984  | Porirua                   |                              |                     |
| 1985  | Porirua                   |                              |                     |
| 1986  | Sparta                    |                              |                     |
| 1987  | Sparta                    |                              |                     |
| 1988  | Pioneer                   |                              |                     |
| 1989  | Akarana                   |                              |                     |
| 1990  | Akarana                   |                              |                     |
| 1991  | Pioneer                   |                              |                     |
| 1992  | Smash                     |                              |                     |
| 1993  | Smash                     |                              |                     |
| 1994  | Te Puke Sports            |                              |                     |
| 1995  | Te Puke                   |                              |                     |
| 1996  | Smash                     |                              |                     |
| 1997  | Pioneer                   |                              |                     |
| 1998  | Baypak Te Puke            |                              |                     |
| 1999  | Baypak Te Puke            |                              |                     |
| 2000  | Baypak Te Puke            |                              |                     |
| 2001  | 99ers                     |                              |                     |
| 2002  | Satara Te Puke Sports     |                              |                     |
| 2003  | Satara Te Puke Sports     |                              |                     |
| 2004  | Satara Te Puke Sports     |                              |                     |
| 2005  | Ezibuy Massey             |                              |                     |
| 2006  | Te Puke Sports            |                              |                     |
| 2007  | Wellington NZIS           |                              |                     |
| 2008  | Tauranga                  |                              |                     |
| 2009  | Manukau South Green       |                              |                     |
| 2010  | Tauranga A                | Scorpion A                   | Manukau South A     |
| 2011  | Manukau South A           | Tauranga                     | Westforce-Waitakere |
| 2012  | Manukau South A           | Tauranga A                   | Hamilton            |
| 2013  | Tauranga A                | Manukau South A              | Hamilton A          |
| 2014  | North Harbour Raiders     | Tauranga A                   | Mauao Blues         |
| 2015  | Shirley Silverbacks       | Axis Sports Medicine Harbour | Tauranga A          |
| 2016  | Harbour Raiders           | Tauranga A                   | Shirley Silverbacks |
| 2017  | Harbour Raiders           | Shirley Silverbacks          | Mauao Warriors      |
| 2018  | Tauranga A                | SVC Silverbacks              | Hamilton A          |
| 2019  | Harbour Raiders A         | Shirley Silverbacks A        | Hamilton Huskies    |